# DTS HDMA

Logo présent à l'arrière des jaquettes Blu-ray (films et séries télévisées)

Le DTS-HD Master Audio ou DTS-HD MA est un codage audiophonique développé par les laboratoires DTS (Date ?). 
Il permet une reproduction du son sans perte (lossless) sur huit canaux :
- deux canaux avant ;
- un canal central ;
- deux canaux arrière ;
- deux canaux latéraux ;
- un canal actif pour le caisson de basses.

Au-delà de l'ajout de deux canaux supplémentaires par rapport au DTS classique ou un canal supplémentaire par rapport au DTS-ES, c'est la qualité de l'encodage et surtout son débit qui ont été améliorés. Le format est dit lossless, c'est-à-dire sans perte de qualité due à la compression du son.
Le DTS-HD Master Audio peut délivrer huit canaux à 192 kHz en 24 bits (lossless).
On parle ici d'un débit variable autour de 25 Mbit/s.
Pour profiter de cette nouvelle norme de codage, il faut disposer soit d'un amplificateur Home cinema compatible, soit d'un lecteur de Disque Blu-ray.
Ce format a été développé pour les derniers supports haute définition, le Blu-Ray ou le HD DVD.